# اریک و نیکولا آلتمایر
اریک و نیکولا آلتمایر (فرانسوی: Éric et Nicolas Altmayer‎؛ زادهٔ ۸ سپتامبر ۱۹۶۲) تهیه‌کننده فیلم اهل فرانسه هستند. وی از سال ۱۹۹۲ میلادی تاکنون مشغول فعالیت بوده‌است.